# Hermann Maier
Hermann Maier (Altenmarkt im Pongau, 7 de dezembro de 1972) é um esquiador alpino austríaco. 
Maier foi quatro vezes campeão da Copa do Mundo de Esqui Alpino (1998, 2000, 2001, 2004). Conquistou duas medalhas de ouro nos Jogos Olímpicos de Inverno de 1998, totalizando duas medalhas olímpicas no slalom gigante e outras duas o slalom supergigante (super G).